# Nicolas-Claude Fabri de Peiresc

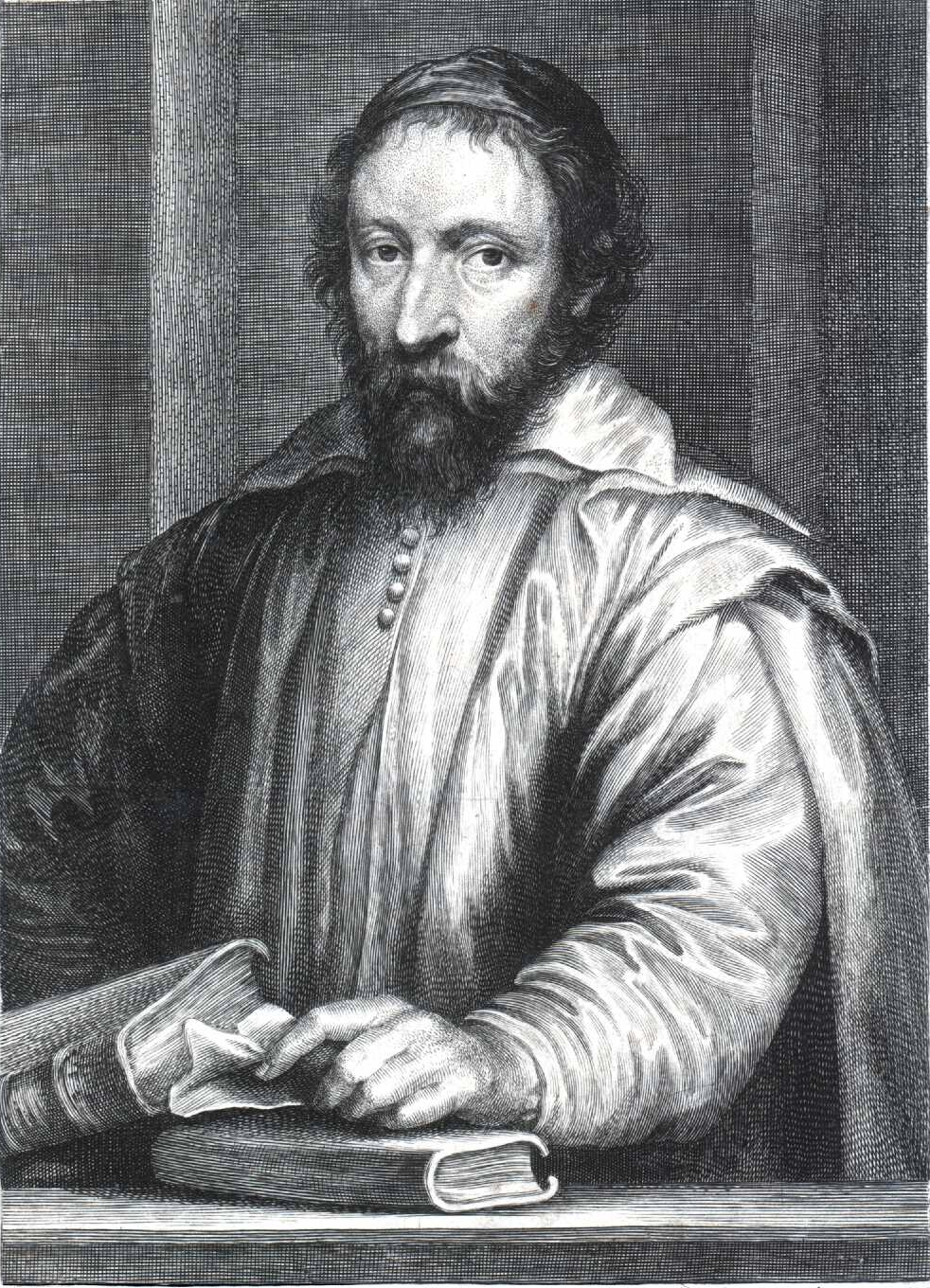

Nicolas Claude Fabri de Peiresc (latinisiert Peirescius; * 1. Dezember 1580 in Belgentier; † 24. Juni 1637 in Aix-en-Provence) war ein französischer Gelehrter, Astronom, Sammler, Antiquar und Mäzen.

## Leben
Nicolas-Claude Fabri de Peirescs Vorfahren waren im 13. Jahrhundert aus Pisa nach Hyères in der Provence gekommen. Sie stellten eine Reihe von hohen Verwaltungsbeamten und waren mit den besten Familien Frankreichs verschwägert. Nicolas-Claude wurde 1580 nicht in seiner Heimatstadt Aix-en-Provence geboren, sondern auf einem Landsitz in Beaugensiers (Departement Var), da in der Provence damals die Pest grassierte. Seine Mutter starb zwei Jahre später nach der Geburt eines zweiten Sohnes, Palamède. Die beiden Knaben wuchsen mit einem verwitweten Vater und einem unverheirateten Onkel auf, welche beide hohe Amtsträger waren.
Nicolas-Claude war sein Leben lang von schwächlicher Konstitution und labiler Gesundheit, aber hoher Intelligenz und unstillbarer Neugier und Wissbegier. Körperliche Betätigung sagte ihm nichts, er verwendete seine Zeit daraut, zu lernen und die Welt kennen zu lernen. Schon früh begann er zudem, große Sammlungen von Münzen, anderen Antiquitäten und Naturalien anzulegen.
1599 ging er nach Italien, um in Padua die Rechte zu studieren, begleitet von seinem jüngeren Bruder und einem tüchtigen Tutor. Mehr als die Jurisprudenz beschäftigten ihn aber das Land mit seinen antiken Monumenten, seinen Städten und Sammlungen. Auf einer langen Reise gelangte er bis nach Neapel. Überall, vor allem in Venedig und Rom, erstaunte er durch seine breites Wissen und reifes Urteil. Die berühmtesten Gelehrten behandelten den jungen Studenten als ebenbürtigen Gesprächspartner.
Von Italien reiste Peiresc über Turin, Genf und Lyon nach Montpellier. Dort verabschiedete er seinen Tutor und setzte zusammen mit seinem Bruder das Studium fort. Am 18. Januar 1604 promovierte er in Aix-en Provence zum Doktor der Rechte. Er sollte nun heiraten und seinem Onkel im Parlement der Provence nachfolgen. Beides lehnte er ab und setzte sich durch: Wie der Onkel durfte er ledig bleiben, und das Amt wurde auf ihn übertragen, der Antritt aber auf später verschoben.
Die zeitlich begrenzte Freiheit nutzte Peiresc für intensive Studien, er knüpfte neue Beziehungen und Freundschaften. Am wichtigste für seine Zukunft wurde Guillaume Du Vair, ein hoch gebildeter Mann, Rat Heinrichs IV., dessen Anerkennung als König er befördert hatte und, nach einer langen Laufbahn in Paris und den Provinzen, damals Präsident des Parlements in Aix. Peiresc begleitete Du Vair nach Paris, und nach einem langen Aufenthalt in der Hauptstadt reiste er als Mitglied einer königlichen Gesandtschaft nach London. Von England ging er nach Holland und Flandern. Überall suchte er den Austausch mit den führenden Gelehrten – mit manchen hatte er schon vorher im Briefwechsel gestanden –, und der erstaunlich kenntnisreiche, vielseitig gebildete, dabei bescheidene und umgängliche junge Mann wurde überall gut aufgenommen, geschätzt und bewundert. Er studierte die bekannten Sammlungen, erweiterte seine Kenntnisse, notierte alles und kaufte Bücher und Objekte verschiedenster Art. Vater und Onkel geizten nicht mit den dafür nötigen Mitteln.
1606 kehrte Peiresc nach Aix zurück, und 1607 trat er endlich sein Amt im Parlement, der höchsten richterlichen und administrativen Behörde der Provinz an. Er versah es gewissenhaft und erfolgreich. Als aber sein Freund Du Vair von Maria de’ Medici zum Kanzler des Königreichs ernannt wurde, begleitete Peiresc ihn 1616 nach Paris und amtierte dort als sein Sekretär. Das Leben in der Hauptstadt und den Umgang mit den gebildeten Eliten nutzte er, um sein Wissen in alle Richtungen zu erweitern, alte Beziehungen zu pflegen und neue anzuknüpfen. Als Dank für seine historische Widerlegung von angeblichen uralten Ansprüchen der Habsburger auf die französische Krone wurde ihm als Laienabt das Kloster Guîtres übertragen. Die in den Hugenottenkriegen beschädigte und heruntergekommene Abtei bereitete ihm allerdings über lange Zeit viel Sorgen und Ärger.
1623, Du Vair war inzwischen 1621 gestorben, kehrte Peiresc nach Aix und in sein Amt am Parlement zurück. Sein weitläufiges Haus war voll von Büchern, Antiquitäten und anderen Sammlungen, es enthielt auch Labor- und Werkstatträume sowie ein astronomisches Observatorium. Dort und auf seinem Landsitz in Belgentier sammelte und notierte er unermüdlich neue Kenntnisse und Informationen. Er beauftragte Reisende in ferne Länder, ihm zu berichten und Bücher und interessante Gegenstände zu sammeln, vor allem aus dem Nahen Osten, aus Ägypten und Abessinien. Sein wichtigster Gesprächspartner und Mitarbeiter in Aix war Pierre Gassendi, für kürzere Zeit unterstützten ihn auch der Rabbiner Salomon Azubi von Carpentras und der Jesuit Athanasius Kircher. Peiresc empfing zahlreiche Gäste, pflegte seine europaweit ausgedehnte Korrespondenz und nutzte seine Beziehungen zu Gunsten der Freunde. So hat er sich in Rom beim Papst und bei Kardinal Francesco Barberini dafür eingesetzt, dass Galilei nach seiner Verurteilung aus dem Gefängnis der Inquisition freigelassen wurde, und er beherbergte den Dominikaner Tommaso Campanella auf seinem Weg von Rom ins französische Exil.
Um Ostern 1631 erlitt Peiresc einen Schlaganfall mit Lähmungen. Er erholte sich nur unvollständig davon, sein Zustand verschlechterte sich zusehends. Trotz schweren körperlichen Leiden blieb er aber bis zuletzt aktiv und wissbegierig. Noch am Vortag seines Todes beauftragte er Gassendi mit einer astronomischen Beobachtung.
1641 erschien Gassendis Biografie unter dem Titel Viri illustris Nicolai Claudii Fabricii de Peiresc, senatoris Aquisextiensis vita.

## Wirken
Peirescs Interessen als Gelehrter waren weit gestreut. Er sammelte antike Gemmen und Münzen, er förderte junge Künstler, indem er ihnen Aufträge verschaffte. Er bestellte bei ihnen unter anderem Abzeichnungen und Abgüsse von Antiken, bei denen er sorgfältige Genauigkeit verlangte, so dass später die eine oder andere Kopie als Original gehandelt werden konnte. Er besaß eine Sammlung von Werken zeitgenössischer Künstler, wie Simon Vouet, Claude Mellan (* 1596 oder 1598; † 1688) und Adrian de Vries.

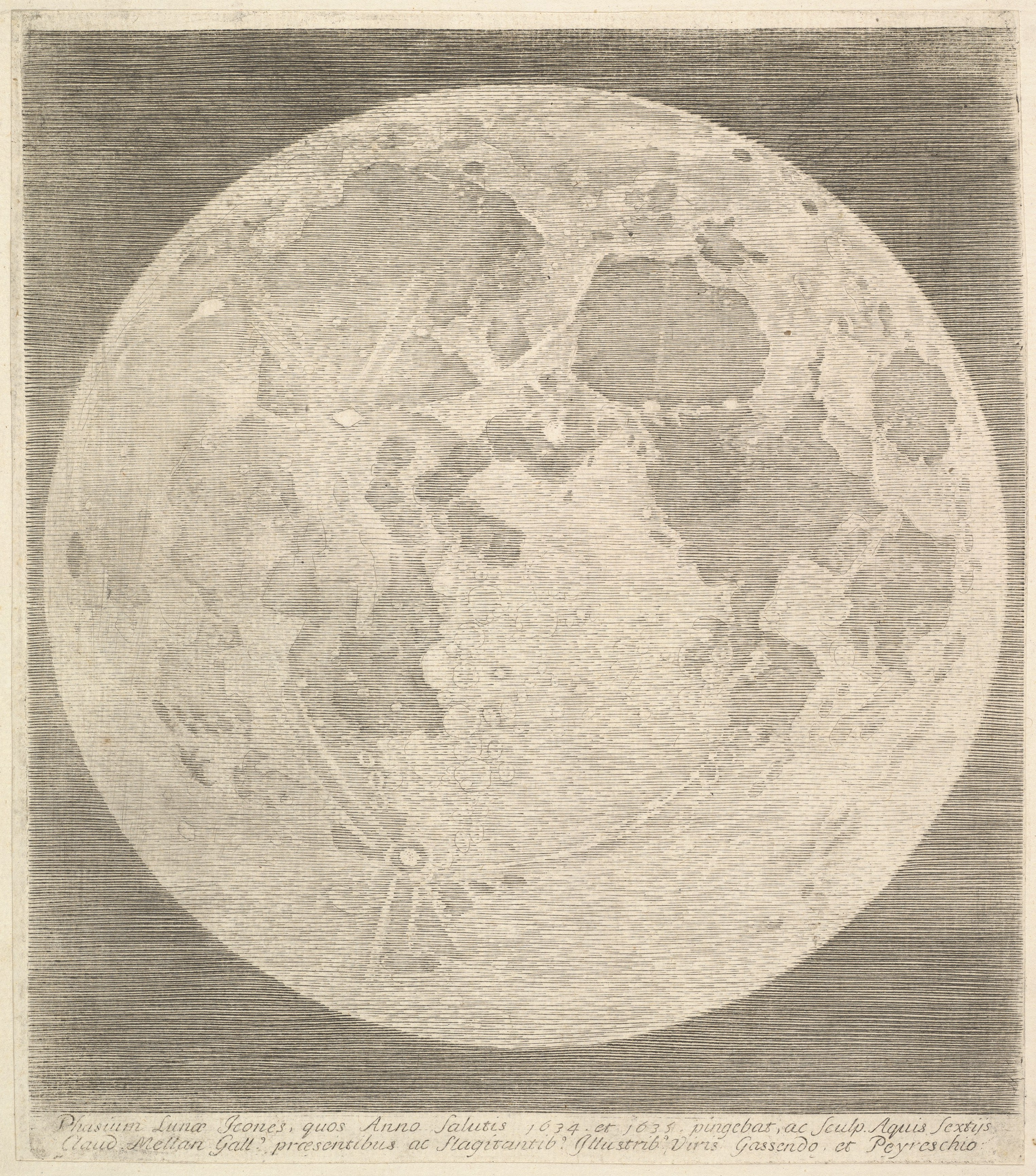
Karte des Vollmonds, 1635 von Claude Mellan für Peiresc und Gassendi gestochen (New York, The Metropolitan Museum of Art).

Von gleicher Bedeutung war sein Interesse an den Naturwissenschaften. So wurde ihm 1916 von Guillaume Bigourdan die Entdeckung des Orionnebels im November 1610 zugeschrieben. Zudem interessierte er sich für die Entzifferung der Hieroglyphen. Teile seiner ägyptischen Sammlung schenkte er dem Jesuiten Athanasius Kircher und legte damit den Grundstein zum berühmten Museum Kircherianum am Collegium Romanum in Rom.
Peiresc pflegte einen ausgedehnten Briefwechsel mit Gelehrten, Künstlern und hohen Würdenträgern in ganz Europa, unter anderem mit Kardinal Francesco Barberini, Galileo Galilei, Giovanni Battista della Porta, Cassiano dal Pozzo, Peter Paul Rubens, Francis Bacon, William Camden, dem befreundeten Dichter und Antiquar Girolamo Aleandro und dem Sekretär der apostolischen Bibliothek in Rom, Lucas Holsten.

## Ehrungen
Charles Plumier benannte ihm zu Ehren die Gattung Pereskia der Pflanzenfamilie der Kakteengewächse (Cactaceae). Carl von Linné übernahm diesen Namen nicht, sondern verwandte den Gattungsnamen Cactus. Philip Miller griff den Namen wieder auf.
Auch Peirescius, ein Krater des Erdmondes, und der Asteroid (19226) Peiresc wurden nach ihm benannt.